# 聖教団事件
聖教団事件（せいきょうだんじけん）は日本ホーリネス教会の初期の、中田重治ら日本人教役者とチャールズ・カウマンらアメリカ人宣教師らの分裂事件。これによって一時的にできた中田側の団体を日本聖教団という。
中田重治とカウマンたちは1901年の東洋宣教会の創立以来協力しながら伝道活動を行ってきたが、10年経過して、牧師と伝道館が増える事によって、教団の組織運営や利権の問題で考えの相違が目立つようになって来た。そこで、東洋宣教会側（宣教師側）と日本聖教会団側（中田側）に分かれることになった。
東洋宣教会は聖書学院と神田と浅草の伝道館を所有して、開拓伝道に従事して、経済力がつけば、聖教会に加入するという協定を結んだ。チャールズ・カウマンが東洋宣教会の総理になることになった。
それに対して、中田側の教職者は東洋宣教会を辞任して日本聖教団を設立して、教団は淀橋に淀橋教会を設立して、教団本部を置く事になり、中田重治主監の元で、米田豊、渡辺善太らが委員として働くことになった。笹尾鉄三郎が中田を補佐することになり、笹尾は聖書学院の嘱託講師と淀橋教会の嘱託牧師を兼任することが決まり、『焔の舌』第297号に発表された。
この事件は大きな波紋を生み、教役者の中で、車田秋次は宣教師側について、小原十三司は聖書学院を退学して、郷里土沢に帰った。中田側についたのは小数であった。分離発表後も、笹尾らの仲介によってカウマンとの交渉が続いた、一ヵ月後、チャールズ・カウマンが譲歩して解決し、カウマンとの協力関係が再開した。東洋宣教会は、日本における働きには日本の教職に任せて一切干渉しないことを決めた。宣教師たちは開拓伝道、日本人は牧会に専念するという路線が決定した。
中田が自分たちに相談しないでカウマンと妥協したことに不満をもった渡辺善太は、1912年11月に辞任してアメリカに留学した。また、局外中立の立場にいた笹尾鉄三郎も辞任して巡回伝道者になった。そして、笹尾がいなくなった教団に失望した米田豊は辞任して、1913年に三度目の来日をしたバークレー・バックストンの秘書になった。